# Assens Fodbold Club
Assens Fodbold Club, tidligere Assens Gymnastik- & Idræts Klub er en dansk fodboldklub, der hører hjemme i Assens på Fyn. Klubben spiller sine hjemmekampe på Assens Stadion.

## Historie
Klubben blev grundlagt den 31. januar 1897 som Olympia, men skiftede i 1903 navn til Assens Gymnastik- & Idræts Klub.. Efter fodboldafdelingen i klubben blev den markant dyreste afdeling i klubben grundet lange udebaneture i 3. division og 4. division, blev fodboldafdelingen splittet fra resten af klubben i december 1970.